# Secretaría General de la Presidencia de la República
La Secretaría General de la Presidencia de la República (en portugués: Secretaria-Geral da Presidência da República) es una secretaría con estatus de ministerio del gobierno de Brasil que asiste al Presidente de Brasil en el desempeño de sus atribuciones.
El 2 de octubre de 2015 la secretaría fue suprimida por Dilma Rousseff, resultado de la fusión entre las secretarías de relaciones institucionales; de micro y pequeña empresa; presidencia; y la Oficina de Seguridad Institucional, que se convirtieron en la Secretaría del Gobierno. El 3 de febrero de 2017, Michel Temer volvió a crear la secretaría.

## Atribuciones
Sus atribuciones fueron definidas por la Ley Nº 10683 del 28 de mayo de 2003, con los cambios determinados por la Ley N ° 11.129, del 30 de junio de 2005 y por la Ley Nº 11.204, del 5 de diciembre de 2005.
Corresponde a la secretaría asistir directa e inmediatamente al Presidente de la República en el desempeño de sus atribuciones, especialmente:
- En la relación y articulación con las entidades de la sociedad civil y en la creación e implementación de instrumentos de consulta y participación popular de interés del Poder Ejecutivo;
- En la elaboración de la agenda futura del Presidente de la República;
- En la preparación y formulación de subsidios para los pronunciamientos del Presidente de la República;
- En la promoción de análisis de políticas públicas y temas de interés del Presidente de la República y en la realización de estudios de naturaleza político-institucional;
- En la formulación, supervisión, coordinación, integración y articulación de políticas públicas para la juventud y en la articulación, promoción y ejecución de programas de cooperación con organismos nacionales e internacionales, públicos y privados, orientados a la implementación de políticas de juventud;
- En el ejercicio de otras atribuciones que le sean designadas por el presidente de la República.

## Estructura
Tiene como estructura básica:
- Órganos de asistencia directa al Ministro de Estado:
  - Gabinete
  - Asesoramiento Especial
  - Secretaría Ejecutiva
- Órganos específicos singulares
  - Secretaría Especial de Asuntos Estratégicos;
  - Secretaría Especial de Comunicación Social,
  - Secretaría Especial del Programa de Alianzas de Inversiones;
  - Ceremonial de la Presidencia de la República